# Fieries
Fieries är en ort i republiken Irland.   Den ligger i grevskapet Ciarraí och provinsen Munster, i den sydvästra delen av landet, 260 km sydväst om huvudstaden Dublin. Fieries ligger 27 meter över havet och antalet invånare är 491.
Terrängen runt Fieries är platt söderut, men norrut är den kuperad.Runt Fieries är det ganska glesbefolkat, med 30 invånare per kvadratkilometer. Närmaste större samhälle är Tralee, 13,5 km nordväst om Fieries. Trakten runt Fieries består i huvudsak av gräsmarker.